# Aleksander Skoglund
Aleksander Skoglund (* 6. Mai 1999) ist ein norwegischer Nordischer Kombinierer.

## Werdegang
Skoglund, der für den Verein Molde og Omegn if startet, gab sein internationales Debüt am 14. März 2017 im Youth Cup in Trondheim, bei dem er als Sieger hervorging. Zuvor und im Anschluss startete er vorwiegend auf nationaler Ebene im Norges Cup. Bei seinem Continental-Cup-Debüt im Februar 2018 in Planica erreichte er als Zehnter auf Anhieb eine vordere Platzierung. Dennoch ging er nach diesem Wochenende erst in der darauffolgenden Saison wieder bei internationalen Wettkämpfen an den Start. So nahm er im Januar 2019 erneut am Continental Cup teil und konnte erneut mit guten Ergebnissen überzeugen. Daher wurde er für die Nordischen Junioren-Skiweltmeisterschaften 2019 in Lahti nominiert, wo er jedoch im Sprint nicht eingesetzt wurde. Stattdessen zeigte er als Fünfter im Einzel nach der Gundersen-Methode sein Können. Darüber hinaus gewann er gemeinsam mit Kasper Moen Flatla, Jens Lurås Oftebro und Andreas Skoglund die Silbermedaille im Teamwettbewerb hinter der deutschen Staffel.

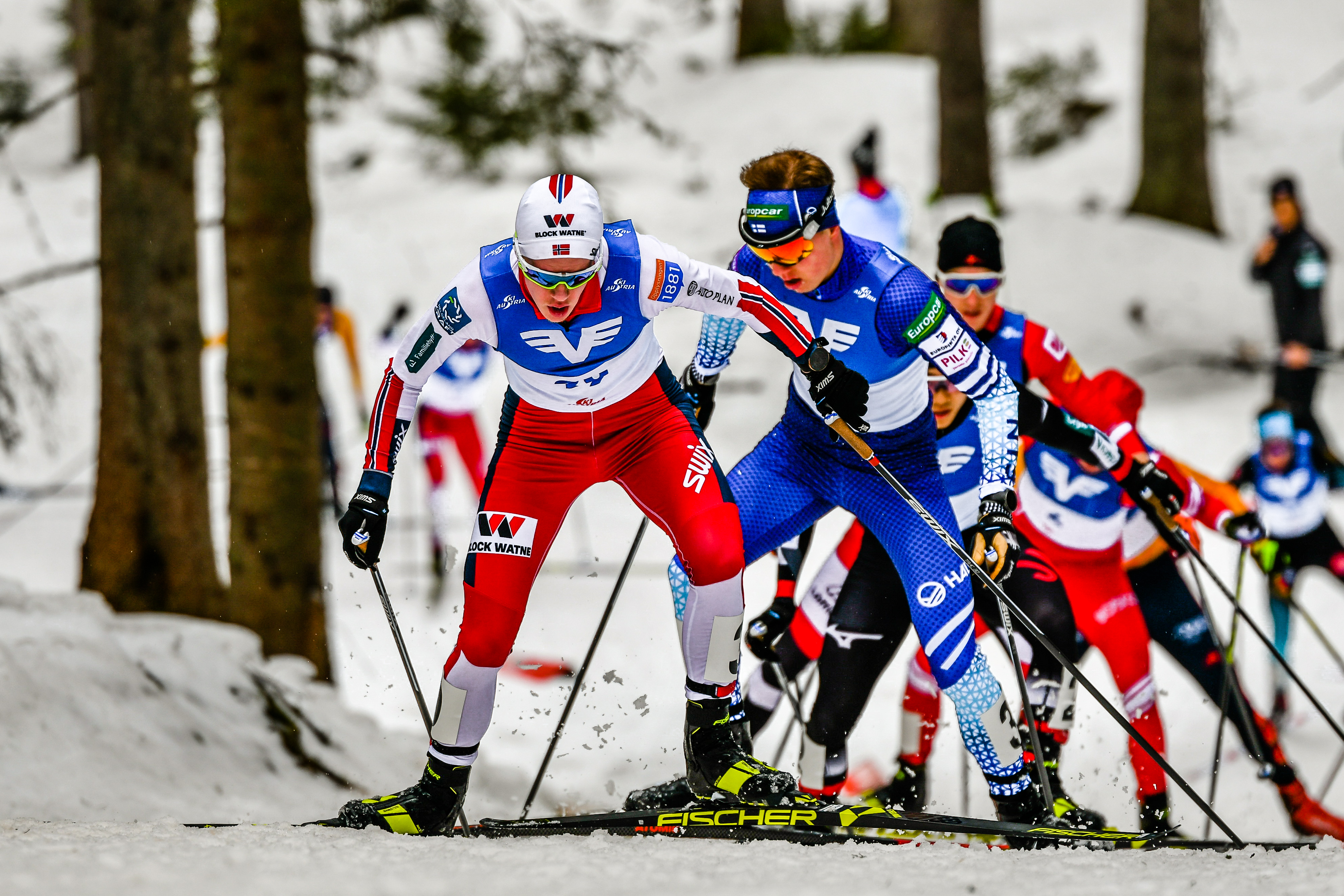
Skoglund beim COC Eisenerz 2020

Am 9. März 2019 wurde er im heimischen Trondheim erstmals ins Weltcup-Team berufen, verpasste allerdings mit Rang 39 die Punkteränge. Auch im Sommer 2019 konkurrierte er im Grand Prix auf höchstem Niveau, wobei er erneut punktlos blieb. Im Januar 2020 startete er wieder im zweitklassigen Continental Cup, wo er regelmäßig gute Platzierungen erzielte, die jedoch hinter den herausragenden Ergebnissen der norwegischen Teamkollegen zurückblieben. Ende Februar 2020 gewann er gemeinsam mit Mari Leinan Lund, Gyda Westvold Hansen und Simen Tiller den erstmals ausgetragenen Mixed-Team-Wettbewerb im Continental Cup. Zum Saisonabschluss erreichte er in Nischni Tagil als Dritter hinter Jakob Lange und Lars Buraas erstmals das Podest. In der Gesamtwertung des Continental Cups belegte er den achten Platz.
Am 2. Dezember 2023 belegte Skoglund beim Weltcup-Rennen in Lillehammer Rang 37. Damit gewann er seine ersten Weltcuppunkte, deren Vergabe vor der Saison reformiert und auf die Top 40 ausgeweitet worden war. Eine Woche später gewann er erstmals ein Continental-Cup-Rennen. Im weiteren Saisonverlauf erreichte er regelmäßig vordere Platzierungen in dieser Wettkampfserie und holte einen weiteren Saisonsieg. Er gewann die Gesamtwertung.

## Privates
Aleksanders jüngerer Bruder Andreas (* 2001) ist ebenso als Nordischer Kombinierer aktiv.

## Erfolge

### Continental-Cup-Siege im Einzel
| Nr. | Datum            | Ort         | Disziplin               |
| --- | ---------------- | ----------- | ----------------------- |
| 1.  | 9. Dezember 2023 | Lillehammer | Gundersen Normalschanze |
| 2.  | 14. Januar 2024  | Trondheim   | Gundersen Großschanze   |

### Continental-Cup-Siege im Team
| Nr. | Datum            | Ort      | Disziplin             |
| --- | ---------------- | -------- | --------------------- |
| 1.  | 22. Februar 2020 | Eisenerz | Mixed Normalschanze 1 |

## Statistik

### Weltcup-Platzierungen
| Saison  | Platz | Punkte |
| ------- | ----- | ------ |
| 2023/24 | 33.   | 128    |

### Continental-Cup-Platzierungen
| Saison  | Platz | Punkte |
| ------- | ----- | ------ |
| 2017/18 | 71.   | 032    |
| 2018/19 | 28.   | 151    |
| 2019/20 | 08.   | 359    |
| 2021/22 | 60.   | 038    |
| 2022/23 | 15.   | 199    |
| 2023/24 | 01.   | 950    |